# Challenge national de futsal 2008-2009
Navigation
2007-2008 2009-2010
Le Challenge national de futsal 2008-2009 est la seconde édition de la compétition nationale de futsal et la dernière sous ce format.
Elle comprend 41 clubs. L'Issy-les-Moulineaux futsal remporte son premier titre de champion. Les quatre premiers de chaque poule sont généralement retenus pour participer au nouveau format du Championnat de France de futsal.

## Format
Le Challenge national 2008-2009 veut réunir les meilleurs clubs français en six poules de sept. La compétition comprend finalement 41 équipes réparties en cinq groupes de sept équipes et un de six.
À partir de la saison 2009-2010 suivante, les 24 équipes de l'élite sont regroupées dans deux poules de douze.

## Phase de groupe
| Résultats | Points |
| --------- | ------ |
| Victoire  | 4      |
| Match nul | 2      |
| Défaite   | 1      |
| Forfait   | 0      |

### Poule A
| Rang | Équipe              | Pts | J | G | N | P | Bp | Bc | Diff |
| ---- | ------------------- | --- | - | - | - | - | -- | -- | ---- |
| 1    | ASC gargeoise       | 21  | 6 | 5 | 0 | 1 | 46 | 24 | +22  |
| 2    | US Créteil          | 19  | 6 | 4 | 1 | 1 | 32 | 21 | +11  |
| 3    | Roubaix Futsal T    | 18  | 6 | 4 | 0 | 2 | 40 | 21 | +19  |
| 4    | FC Erdre-Atlantique | 18  | 6 | 4 | 0 | 2 | 31 | 27 | +4   |
| 5    | MJC Pfastatt        | 13  | 6 | 2 | 1 | 3 | 27 | 26 | +1   |
| 6    | Metz Jorky FC       | 9   | 6 | 1 | 0 | 5 | 22 | 40 | -18  |
| 7    | La Sentinelle FB    | 6   | 6 | 0 | 0 | 6 | 20 | 59 | -39  |

Légende
- T : Vainqueur du Challenge 2007-2008
- Qualifié pour la phase finale
- Relégué en régional pour la saison 2009-10

### Poule B
| Rang | Équipe                 | Pts | J | G | N | P | Bp | Bc | Diff |
| ---- | ---------------------- | --- | - | - | - | - | -- | -- | ---- |
| 1    | Issy-les-Moulineaux    | 20  | 5 | 5 | 0 | 0 | 29 | 10 | +19  |
| 2    | AJM Faches-Thumesnil P | 17  | 5 | 4 | 0 | 1 | 35 | 24 | +11  |
| 3    | Étoile lavalloise FC P | 12  | 5 | 2 | 1 | 2 | 26 | 30 | -4   |
| 4    | Strasbourg ASMCU       | 11  | 5 | 2 | 0 | 3 | 24 | 30 | -6   |
| 5    | AS Bagneux Futsal P    | 9   | 5 | 1 | 1 | 3 | 27 | 33 | -6   |
| 6    | Roubaix SA F x2        | 3   | 5 | 0 | 0 | 5 | 21 | 35 | -14  |

Légende
- P : Promu de régional 2007-08
- Qualifié pour la phase finale
- Relégué en régional pour la saison 2009-10

### Poule C
| Rang | Équipe                    | Pts  | J | G | N | P | Bp | Bc | Diff |
| ---- | ------------------------- | ---- | - | - | - | - | -- | -- | ---- |
| 1    | Vision Nova Arcueil P     | 19   | 6 | 4 | 1 | 1 | 33 | 20 | +13  |
| 2    | Beuvrages Futsal          | 17   | 6 | 3 | 2 | 1 | 36 | 18 | +18  |
| 3    | Lille Petit terrain P     | 16   | 6 | 3 | 1 | 2 | 27 | 24 | +3   |
| 4    | Colmar Collectif Europe P | 14   | 6 | 2 | 2 | 2 | 34 | 33 | +1   |
| 5    | Champs AFC                | 10-2 | 6 | 2 | 0 | 4 | 16 | 23 | -7   |
| 6    | Contrexeville Medit. P F  | 9    | 6 | 2 | 0 | 3 | 14 | 29 | -15  |
| 7    | St Leu FA P F             | 5    | 6 | 0 | 0 | 5 | 14 | 33 | -19  |

Légende
- P : Promu de régional 2007-08
- Qualifié pour la phase finale
- Relégué en régional pour la saison 2009-10

Beuvrages fait appel à la suite de son match face à Champs-sur-Marne et porte réserve sur la qualification des joueurs franciliens pour leur appartenance au Championnat UNCFs. La Commission arbitre l'appel en faveur de Beuvrages, qui prend la seconde place (qualificative) du groupe. Le Champs AFC, devenu cinquième de la poule, est relégué.
Lille Petit Terrain descend à la troisième place avec seize points. L'équipe ne peut donc pas être repêché, devancée de deux points par Roubaix Futsal (3° Poule A) dans les équipes de la Ligue du Nord-Pas-de-Calais de football.

### Poule D
| Rang | Équipe                 | Pts | J | G | N | P | Bp | Bc | Diff |
| ---- | ---------------------- | --- | - | - | - | - | -- | -- | ---- |
| 1    | Cannes Bocca P         | 21  | 6 | 5 | 0 | 1 | 44 | 26 | +18  |
| 2    | Lyon Footzik           | 21  | 6 | 5 | 0 | 1 | 52 | 21 | +31  |
| 3    | Balaruc AS P           | 18  | 6 | 4 | 0 | 2 | 29 | 23 | +6   |
| 4    | US Cenon Rive droite P | 15  | 6 | 3 | 0 | 3 | 35 | 36 | -1   |
| 5    | UJS 31 Toulouse P      | 15  | 6 | 3 | 0 | 3 | 26 | 32 | -6   |
| 6    | FO rivois              | 9   | 6 | 1 | 0 | 5 | 19 | 35 | -16  |
| 7    | ES eysinaise P F       | 5   | 6 | 0 | 0 | 5 | 23 | 55 | -32  |

Légende
- P : Promu de régional 2007-08
- Qualifié pour la phase finale
- Relégué en régional pour la saison 2009-10

### Poule E
| Rang | Équipe                      | Pts | J | G | N | P | Bp | Bc | Diff |
| ---- | --------------------------- | --- | - | - | - | - | -- | -- | ---- |
| 1    | FC Fellow Nice P            | 24  | 6 | 6 | 0 | 0 | 48 | 26 | +22  |
| 2    | Étoile moulin à vent        | 21  | 6 | 5 | 0 | 1 | 40 | 21 | +19  |
| 3    | AJAMS Port-de-Bouc P        | 18  | 6 | 4 | 0 | 2 | 26 | 19 | +7   |
| 4    | Bruguières SC P             | 15  | 6 | 3 | 0 | 3 | 35 | 33 | +2   |
| 5    | Marseillan MJC P            | 12  | 6 | 2 | 0 | 4 | 32 | 32 | 0    |
| 6    | FC valentinois P            | 9   | 6 | 1 | 0 | 5 | 19 | 47 | -28  |
| 7    | A. Aquitaine évasion P F x2 | 4   | 6 | 0 | 0 | 4 | 11 | 33 | -22  |

Légende
- P : Promu de régional 2007-08
- Qualifié pour la phase finale
- Relégué en régional pour la saison 2009-10

### Poule F
| Rang | Équipe                 | Pts | J | G | N | P | Bp | Bc | Diff |
| ---- | ---------------------- | --- | - | - | - | - | -- | -- | ---- |
| 1    | Sporting Paris P       | 24  | 6 | 6 | 0 | 0 | 46 | 18 | +28  |
| 2    | Kremlin-Bicêtre United | 21  | 6 | 5 | 0 | 1 | 55 | 26 | +29  |
| 3    | AS Charréard           | 15  | 6 | 3 | 0 | 3 | 38 | 37 | +1   |
| 4    | ASL Clénay P           | 15  | 6 | 3 | 0 | 3 | 46 | 31 | +15  |
| 5    | Tulle AAJF P           | 12  | 6 | 2 | 0 | 4 | 35 | 54 | -19  |
| 6    | St Marcellin P         | 9   | 6 | 1 | 0 | 5 | 34 | 55 | -21  |
| 7    | Maconnaise Calcio AS P | 9   | 6 | 1 | 0 | 5 | 21 | 54 | -33  |

Légende
- P : Promu de régional 2007-08
- Qualifié pour la phase finale
- Relégué en régional pour la saison 2009-10

## Phase finale

### Clubs qualifiés
Les six premiers de groupes sont qualifiés pour les "Play-Offs" 2009 : Garges, Issy, Vision Nova, Nice Fellow, Cannes La Bocca et Sporting Paris.
Il s'agit de quatre équipes franciliennes de deux méditerranéennes. Pour la première fois, aucune équipe nordiste ne parvient à se qualifier.

### Résultats
Avant de se qualifier pour la finale, les Isséens se défont de Nice Fellow et de Vision Nova. Le Sporting Paris écarte Cannes Bocca Futsal et Garges.
Issy futsal et le SC Paris s'affrontent en finale après avoir remporté leur groupe respectif. Issy remporte le Challenge national dont la phase finale se déroule à Arbent (Ain). Ce sont les joueurs d'Issy, emmenés par quatre Brésiliens, qui sortent vainqueurs (2-1) de ce derby après avoir mené 2-0.

## Création du championnat de France
En mars 2009, à l'occasion de l'assemblée générale de la Ligue du Football Amateur, la création du le championnat de France de futsal est officialisé pour la saison suivante, 2009-2010. Les participants, au nombre de 24, sont issus du Challenge national 2008-2009.
| Meilleurs cinquièmes, | Meilleurs cinquièmes, | Meilleurs cinquièmes, | Meilleurs cinquièmes, | Meilleurs cinquièmes, |
| #                     | Club                  | Grp.                  | Points                | Diff.                 |
| --------------------- | --------------------- | --------------------- | --------------------- | --------------------- |
| 1er                   | UJS Toulouse 31       | D                     | 11 pts                | -5                    |
| 2e                    | AS Bagneux Futsal     | B                     | 9 pts                 | -1                    |
| 3e                    | MJC Pfastatt          | A                     | 9 pts                 | -3                    |
| 4e                    | MJC Marseillan        | E                     | 8 pts                 | -4                    |
| 5e                    | Tulle                 | F                     | 8 pts                 | -22                   |
| n.c.                  | Champs AFC            | C                     | n.c.                  | n.c.                  |

Les quatre premiers de chacune des six poule du Challenge national 2008-2009 constituent la première promotion du Championnat de France. Cela dans la limite de trois représentants par Ligue régionale de football, sauf si quatre équipes d'une même ligue remportent tous leur groupe. Lorsqu'une équipe est écartée pour ce motif de "quota" régional, elles est remplacé par les meilleurs 5°, déterminés par les résultats face aux six premières équipes du groupe dans lequel elles évoluaient.
| Résumé des clubs maintenus pour le Championnat de France | Résumé des clubs maintenus pour le Championnat de France | Résumé des clubs maintenus pour le Championnat de France | Résumé des clubs maintenus pour le Championnat de France |
| Club                                                     | Groupe                                                   | Place                                                    | Ligue régionale                                          |
| -------------------------------------------------------- | -------------------------------------------------------- | -------------------------------------------------------- | -------------------------------------------------------- |
| ASC gargeoise                                            | A                                                        | 1er                                                      | Paris-Île-de-France                                      |
| US Créteil                                               | A                                                        | 2e                                                       | Paris-Île-de-France                                      |
| Roubaix Futsal                                           | A                                                        | 3e                                                       | Nord-Pas-de-Calais                                       |
| FC Erdre-Atlantique                                      | A                                                        | 4e                                                       | Atlantique                                               |
| MJC Pfastatt                                             | A                                                        | 5e                                                       | Alsace                                                   |
| Paris Métropole                                          | B                                                        | 1er                                                      | Paris-Île-de-France                                      |
| Faches-Thumesnil                                         | B                                                        | 2e                                                       | Nord-Pas-de-Calais                                       |
| Étoile lavalloise FC                                     | B                                                        | 3e                                                       | Maine                                                    |
| Strasbourg ASMCU                                         | B                                                        | 4e                                                       | Alsace                                                   |
| Vision Nova Arcueil                                      | C                                                        | 1er                                                      | Paris-Île-de-France                                      |
| Beuvrages Futsal                                         | C                                                        | 2e                                                       | Nord-Pas-de-Calais                                       |
| Lille Petit terrain                                      | C                                                        | 3e                                                       | Nord-Pas-de-Calais                                       |
| Colmar CE                                                | C                                                        | 4e                                                       | Alsace                                                   |
| Cannes Bocca                                             | D                                                        | 1er                                                      | Méditerranée                                             |
| Lyon FC                                                  | D                                                        | 2e                                                       | Rhône-Alpes                                              |
| Balaruc AS                                               | D                                                        | 3e                                                       | Languedoc-Roussillon                                     |
| US Cenon RD                                              | D                                                        | 4e                                                       | Aquitaine                                                |
| JS 31 Toulouse                                           | D                                                        | 5e                                                       | Midi-Pyrénées                                            |
| FC Fellow Nice                                           | E                                                        | 1er                                                      | Méditerranée                                             |
| Lyon moulin à vent                                       | E                                                        | 2e                                                       | Rhône-Alpes                                              |
| AJAMS Port-de-Bouc                                       | E                                                        | 3e                                                       | Méditerranée                                             |
| Bruguières SC                                            | E                                                        | 4e                                                       | Midi-Pyrénées                                            |
| Marseillan MJC                                           | E                                                        | 5e                                                       | Languedoc-Roussillon                                     |
| Sporting Paris                                           | F                                                        | 1er                                                      | Paris-Île-de-France                                      |
| Kremlin-Bicêtre Utd                                      | F                                                        | 2e                                                       | Paris-Île-de-France                                      |
| AS Charréard                                             | F                                                        | 3e                                                       | Rhône-Alpes                                              |
| ASL Clénay                                               | F                                                        | 4e                                                       | Bourgogne                                                |

Quatre clubs de la Ligue Paris-Île-de-France remporte leur groupe et sont ainsi maintenus pour le Championnat de France. L'US Créteil, deuxième du groupe A, est donc reléguée à l'échelon régional. Par ailleurs, le KB United, aussi deuxième, prend part au Championnat la saison suivante, pour une raison inconnue[pourquoi ?].
La Ligue du Nord-Pas-de-Calais totalise quatre équipes dans le top 4 de chaque groupe. L'équipe de Lille Petit terrain, moins bon troisième que le tenant du titre Roubaix Futsal, doit laisser sa place.
L'US Cenon pourtant quatrième de la poule D et seule représentante de la Ligue d'Aquitaine de football n'est pas présente la saison suivante[pourquoi ?].
Les trois meilleurs cinquième (MJC Pfastatt dans le groupe A, l'UJS Toulouse de la poule D et Marseillan MJC du groupe E) récupèrent ces places qualificatives.